# مارس ۲۰۱۱
مارس ۲۰۱۱، یکی از ماه‌های ۲۰۱۱ (میلادی) است.
آغاز آن، برابر با ۱۱ اسفند ۱۳۸۹ خورشیدی.

## رویدادها
- درگاه: وقایع کنونی/وقایع ۱ مارس ۲۰۱۱
- درگاه: وقایع کنونی/وقایع ۲ مارس ۲۰۱۱
- درگاه: وقایع کنونی/وقایع ۳ مارس ۲۰۱۱
- درگاه: وقایع کنونی/وقایع ۴ مارس ۲۰۱۱
- درگاه: وقایع کنونی/وقایع ۵ مارس ۲۰۱۱
- درگاه: وقایع کنونی/وقایع ۶ مارس ۲۰۱۱
- درگاه: وقایع کنونی/وقایع ۷ مارس ۲۰۱۱
- درگاه: وقایع کنونی/وقایع ۸ مارس ۲۰۱۱
- درگاه: وقایع کنونی/وقایع ۹ مارس ۲۰۱۱
- درگاه: وقایع کنونی/وقایع ۱۰ مارس ۲۰۱۱
- درگاه: وقایع کنونی/وقایع ۱۱ مارس ۲۰۱۱
- درگاه: وقایع کنونی/وقایع ۱۲ مارس ۲۰۱۱
- درگاه: وقایع کنونی/وقایع ۱۳ مارس ۲۰۱۱
- درگاه: وقایع کنونی/وقایع ۱۴ مارس ۲۰۱۱
- درگاه: وقایع کنونی/وقایع ۱۵ مارس ۲۰۱۱
- درگاه: وقایع کنونی/وقایع ۱۶ مارس ۲۰۱۱
- درگاه: وقایع کنونی/وقایع ۱۷ مارس ۲۰۱۱
- درگاه: وقایع کنونی/وقایع ۱۸ مارس ۲۰۱۱
- درگاه: وقایع کنونی/وقایع  ۱۹ مارس ۲۰۱۱
- درگاه: وقایع کنونی/وقایع ۲۰ مارس ۲۰۱۱
- درگاه: وقایع کنونی/وقایع ۲۱ مارس ۲۰۱۱
- درگاه: وقایع کنونی/وقایع ۲۲ مارس ۲۰۱۱
- درگاه: وقایع کنونی/وقایع ۲۳ مارس ۲۰۱۱
- درگاه: وقایع کنونی/وقایع ۲۴ مارس ۲۰۱۱
- درگاه: وقایع کنونی/وقایع ۲۵ مارس ۲۰۱۱
- درگاه: وقایع کنونی/وقایع ۲۶ مارس ۲۰۱۱
- درگاه: وقایع کنونی/وقایع ۲۷ مارس ۲۰۱۱
- درگاه: وقایع کنونی/وقایع ۲۸ مارس ۲۰۱۱
- درگاه: وقایع کنونی/وقایع ۲۹ مارس ۲۰۱۱
- درگاه: وقایع کنونی/وقایع ۳۰ مارس ۲۰۱۱
- درگاه: وقایع کنونی/وقایع ۳۱ مارس ۲۰۱۱